# Wałujśke
Wałujśke (ukr. Валуйське) – wieś na Ukrainie, w obwodzie ługańskim, w rejonie szczastyńskim, w hromadzie Stanica Ługańska. W 2001 liczyła 3996 mieszkańców, spośród których 448 wskazało jako ojczysty język ukraiński, 3541 rosyjski, 4 ormiański, a 3 inny.

## Urodzeni
- Petro Bałabujew
- Iosif Giejbo